# 吉拉·拉克魯瓦
吉拉·拉克魯瓦（法語：Gérald Cyprien Lacroix；1957年7月27日—）是加拿大籍天主教司鐸級樞機、現任魁北克總教區總主教和加拿大首席主教。

## 生平
拉克魯瓦於1957年7月27日在加拿大魁北克南部的城市肖迪耶-阿帕拉什出生。然後，他在拉瓦爾大學接受神學訓練，並在那裡獲得神學學士學位。他於1988年10月8日在庇護十世在俗會晉鐸。
他於2009年5月24日晉牧，並獲教宗若望·保祿二世任命為魁北克總教區輔理主教，領希爾塔領銜教區主教銜。由於馬爾谷·烏埃勒樞機改任聖座主教部部長；因此，拉克魯瓦於2011年2月22日接任魁北克總教區總主教和兼任加拿大首席主教。
2011年5月21日，拉克魯瓦接受聖安塞姆學院的名譽博士學位，還在其第118屆畢業典禮上擔任演講家賓。教宗方濟各於2014年2月22日將他冊封為司鐸級樞機。

## 牧徽

吉拉·拉克鲁瓦枢机牧徽